# Encheloclarias
Az Encheloclarias a sugarasúszójú halak (Actinopterygii) osztályának a harcsaalakúak (Siluriformes) rendjébe, ezen belül a zacskósharcsafélék (Clariidae) családjába tartozó nem.

## Rendszerezés
A nembe az alábbi fajok tartoznak:
- Encheloclarias baculum Ng & Lim, 1993
- Encheloclarias curtisoma Ng & Lim, 1993
- Encheloclarias kelioides Ng & Lim, 1993
- Encheloclarias prolatus Ng & Lim, 1993
- Encheloclarias tapeinopterus (Bleeker, 1852)
- Encheloclarias velatus Ng & Tan, 2000